# Jordania na Igrzyskach Azjatyckich 2018
Jordania na Igrzyskach Azjatyckich 2018 – jedna z reprezentacji uczestnicząca na igrzyskach azjatyckich rozegranych w Dżakarcie i Palembangu w dniach 18 sierpnia – 2 września. W kadrze wystąpiło 36 zawodników w 8 dyscyplinach, którzy zdobyli łącznie 12 medali (2 złote, 1 srebrny i 9 brązowych). Chorążym został taekwondzista Ahmad Abughaush.

## Medale
| Medal  | Zawodnik                | Dyscyplina | Konkurencja         | Data        |
| ------ | ----------------------- | ---------- | ------------------- | ----------- |
| złoto  | Julyana Al-Sadeq        | Taekwondo  | –67 kg (K)          | 20 sierpnia |
| złoto  | Haidar Al-Rasheed       | Jujutsu    | Ne-waza –85 kg (M)  | 26 sierpnia |
| srebro | Zaid Sami               | Jujutsu    | Ne-waza –94 kg (M)  | 25 sierpnia |
| brąz   | Hamza Kattan            | Taekwondo  | +80 kg (M)          | 21 sierpnia |
| brąz   | Saleh El-Sharabaty      | Taekwondo  | –80 kg (M)          | 22 sierpnia |
| brąz   | Ahmad Abughaush         | Taekwondo  | –68 kg (M)          | 23 sierpnia |
| brąz   | Freeh Al-Harahsheh      | Jujutsu    | Ne-waza –62 kg (M)  | 25 sierpnia |
| brąz   | Yara Kakish             | Jujutsu    | Ne-waza –62 kg (K)  | 25 sierpnia |
| brąz   | Abdelkarim Al-Rashid    | Jujutsu    | Ne-waza –77 kg (M)  | 26 sierpnia |
| brąz   | Abdel Rahman Al-Masatfa | Karate     | –67 kg (M)          | 26 sierpnia |
| brąz   | Bashar Al-Najjar        | Karate     | –75 kg (M)          | 27 sierpnia |
| brąz   | Zeyad Eashash           | Boks       | Waga półśrednia (M) | 31 sierpnia |

| Medale według dni | Medale według dni | Medale według dni | Medale według dni | Medale według dni | Medale według dni |
| Dzień             | Data              | złoto             | srebro            | brąz              | Razem             |
| ----------------- | ----------------- | ----------------- | ----------------- | ----------------- | ----------------- |
| 1                 | 19 sierpnia       | 0                 | 0                 | 0                 | 0                 |
| 2                 | 20 sierpnia       | 1                 | 0                 | 0                 | 1                 |
| 3                 | 21 sierpnia       | 0                 | 0                 | 1                 | 1                 |
| 4                 | 22 sierpnia       | 0                 | 0                 | 1                 | 1                 |
| 5                 | 23 sierpnia       | 0                 | 0                 | 1                 | 1                 |
| 6                 | 24 sierpnia       | 0                 | 0                 | 0                 | 0                 |
| 7                 | 25 sierpnia       | 0                 | 1                 | 2                 | 3                 |
| 8                 | 26 sierpnia       | 1                 | 0                 | 2                 | 3                 |
| 9                 | 27 sierpnia       | 0                 | 0                 | 1                 | 1                 |
| 10                | 28 sierpnia       | 0                 | 0                 | 0                 | 0                 |
| 11                | 29 sierpnia       | 0                 | 0                 | 0                 | 0                 |
| 12                | 30 sierpnia       | 0                 | 0                 | 0                 | 0                 |
| 13                | 31 sierpnia       | 0                 | 0                 | 1                 | 1                 |
| 14                | 1 września        | 0                 | 0                 | 0                 | 0                 |
| 15                | 2 września        | 0                 | 0                 | 0                 | 0                 |
| Razem             | Razem             | 2                 | 1                 | 9                 | 12                |

| Medale według dyscyplin | Medale według dyscyplin | Medale według dyscyplin | Medale według dyscyplin | Medale według dyscyplin | Medale według dyscyplin |
| Dyscyplina              | złoto                   | srebro                  | brąz                    | Razem                   |                         |
| ----------------------- | ----------------------- | ----------------------- | ----------------------- | ----------------------- | ----------------------- |
| Boks                    | 0                       | 0                       | 1                       | 1                       |                         |
| Jujutsu                 | 1                       | 1                       | 3                       | 5                       |                         |
| Karate                  | 0                       | 0                       | 2                       | 2                       |                         |
| Taekwondo               | 1                       | 0                       | 3                       | 4                       |                         |
| Razem                   | 2                       | 1                       | 9                       | 12                      |                         |

| Medale według płci | Medale według płci | Medale według płci | Medale według płci | Medale według płci | Medale według płci |
| Płeć               | złoto              | srebro             | brąz               | Razem              |                    |
| ------------------ | ------------------ | ------------------ | ------------------ | ------------------ | ------------------ |
| Mężczyźni          | 1                  | 1                  | 8                  | 10                 |                    |
| Kobiety            | 1                  | 0                  | 1                  | 2                  |                    |
| Razem              | 2                  | 1                  | 9                  | 12                 |                    |